# Honolulu Baby
«Honolulu Baby» — песня, написанная Марвином Хэтли для фильма Лорела и Харди 1933 года «Сыны пустыни». В фильме песню исполнил Тай Парвис, а позже — Оливер Харди.

## В другом исполнении
Также песня была исполнена такими исполнителями как Weintraub Syncopators, Антоном Шандором Лавеем в его альбоме Satan Takes a Holiday и Kaʻau Crater Boys в их альбоме Friends of the Ocean. У фанатов футбольной команды Sheffield Wednesday существует кричалка на мотив этой песни. Песня была исполнена группой Little Rascals в фильме «Удача новичка» (1935).